# Al-Wahda (Bahrain)
al-Wahda war ein bahrainischer Fußballklub aus Manama.

## Geschichte
Die meisten Erfolge erzielte der Klub im King’s Cup, hier erreichte man fünf Mal das Endspiel und gewann dieses auch in drei Fällen (1988, 1992 und 1994).
In der Meisterschaft konnte der Klub keine größeren Erfolge erzielen, auch wenn man eine lange Zeit lang in der erstklassigen Premier League spielte. Nach der Saison 1983/84 stieg man als Letzter ab, war dann aber ab der Saison 1988/89 dabei. In der letzten bekannten Spielzeit 1995/96 sammelte man dann Aufzeichnungen scheinbar gar keine Punkte und verschwand so in den unteren Spielklassen. Zur Saison 2002 fusionierte der Klub schließlich mit mehreren anderen, um den neuen al-Najma Club zu gründen.